# V Australia
V Australia era una compañía aérea de Australia, perteneciente al grupo Virgin Australia Holdings. V Australia operaba vuelos internacionales de larga distancia desde los aeropuertos australianos de Sídney, Melbourne y Brisbane a África, América del Norte, Asia y Oceanía, mientras Virgin Blue operaba los vuelos de cabotaje dentro de Australia. El 4 de mayo de 2011, V Australia y Virgin Blue se unieron formando la aerolínea Virgin Australia.

## Flota
En marzo de 2011 la flota de V Australia consistía de las siguientes aeronaves: